# Paragnorimus velutinus
Paragnorimus velutinus är en skalbaggsart som beskrevs av Becker 1910. Paragnorimus velutinus ingår i släktet Paragnorimus och familjen Cetoniidae. Inga underarter finns listade i Catalogue of Life.